# ویلا سانتا ماریا
ویلا سانتا ماریا (به ایتالیایی: Villa Santa Maria) یک کومونه در ایتالیا است که در استان کییتی واقع شده‌است. ویلا سانتا ماریا ۱۶ کیلومتر مربع مساحت و ۱٬۴۵۰ نفر جمعیت دارد و ۳۹۰ متر بالاتر از سطح دریا واقع شده‌است.